# Harry Laurie
Harry Laurie (2 novembre 1944) è un ex cestista statunitense, professionista nella ABA.

## Carriera
Venne selezionato dai Detroit Pistons all'ottavo giro del Draft NBA 1968 (98ª scelta assoluta).